# Regija Biobío
VIII. regija Biobío (španjolski: VIII Región del Biobío) je jedna od 15 regija u Čileu. Nalazi se u središnjem dijelu zemlje na istoku regije je državna granica s Argentinom.

## Stanovništvo
U regija živi 1.861,562 stanovnika. Gustoća naseljenosti je 50,2 stanovnika / km ². Prema podacima iz 2009. najveći gradovi su Concepción s 216.061 i Talcahuano s 250.348 stanovnika. 

## Zemljopis
Susjedne regije su na sjeveru Maule, na jugu Araucanía,  na istoku je državna granica s Argentinom, a na zapadu je Tihi ocean. 

## Administrativna podjela
Regija je podjeljena na četiri provincija i 54 općine.
| Administrativna podjela regije Biobío | Administrativna podjela regije Biobío |                        |
| --- | ------------------------------------- | ---------------------- |
| \| Provincija \| Središte \| Općina \| \| ---------- \| ----------- \| ---------------------- \| \| Arauco \| Lebu \| 1 Arauco \| \| Arauco \| Lebu \| 2 Cañete \| \| Arauco \| Lebu \| 3 Contulmo \| \| Arauco \| Lebu \| 4 Curanilahue \| \| Arauco \| Lebu \| 5 Lebu \| \| Arauco \| Lebu \| 6 Los Álamos \| \| Arauco \| Lebu \| 7 Tirúa \| \| Biobío \| Los Ángeles \| 8 Alto Biobío \| \| Biobío \| Los Ángeles \| 9 Antuco \| \| Biobío \| Los Ángeles \| 10 Cabrero \| \| Biobío \| Los Ángeles \| 11 Laja \| \| Biobío \| Los Ángeles \| 12 Los Ángeles \| \| Biobío \| Los Ángeles \| 13 Mulchén \| \| Biobío \| Los Ángeles \| 14 Nacimiento \| \| Biobío \| Los Ángeles \| 15 Negrete \| \| Biobío \| Los Ángeles \| 16 Quilaco \| \| Biobío \| Los Ángeles \| 17 Quilleco \| \| Biobío \| Los Ángeles \| 18 San Rosendo \| \| Biobío \| Los Ángeles \| 19 Santa Bárbara \| \| Biobío \| Los Ángeles \| 20 Tucapel \| \| Biobío \| Los Ángeles \| 21 Yumbel \| \| Concepción \| Concepción \| 22 Chiguayante \| \| Concepción \| Concepción \| 23 Concepción \| \| Concepción \| Concepción \| 24 Coronel \| \| Concepción \| Concepción \| 25 Florida \| \| Concepción \| Concepción \| 26 Hualpén \| \| Concepción \| Concepción \| 27 Hualqui \| \| Concepción \| Concepción \| 28 Lota \| \| Concepción \| Concepción \| 29 Penco \| \| Concepción \| Concepción \| 30 San Pedro de la Paz \| \| Concepción \| Concepción \| 31 Santa Juana \| \| Concepción \| Concepción \| 32 Talcahuano \| \| Concepción \| Concepción \| 33 Tomé \| \| Ñuble \| Chillán \| 34 Bulnes \| \| Ñuble \| Chillán \| 35 Chillán \| \| Ñuble \| Chillán \| 36 Chillán Viejo \| \| Ñuble \| Chillán \| 37 Cobquecura \| \| Ñuble \| Chillán \| 38 Coelemu \| \| Ñuble \| Chillán \| 39 Coihueco \| \| Ñuble \| Chillán \| 40 El Carmen \| \| Ñuble \| Chillán \| 41 Ninhue \| \| Ñuble \| Chillán \| 42 Ñiquén \| \| Ñuble \| Chillán \| 43 Pemuco \| \| Ñuble \| Chillán \| 44 Pinto \| \| Ñuble \| Chillán \| 45 Portezuelo \| \| Ñuble \| Chillán \| 46 Quillón \| \| Ñuble \| Chillán \| 47 Quirihue \| \| Ñuble \| Chillán \| 48 Ránquil \| \| Ñuble \| Chillán \| 49 San Carlos \| \| Ñuble \| Chillán \| 50 San Fabián \| \| Ñuble \| Chillán \| 51 San Ignacio \| \| Ñuble \| Chillán \| 52 San Nicolás \| \| Ñuble \| Chillán \| 53 Treguaco \| \| Ñuble \| Chillán \| 54 Yungay \| |                                       |                        |
| Provincija | Središte                              | Općina                 |
| Arauco | Lebu                                  | 1 Arauco               |
| Arauco | Lebu                                  | 2 Cañete               |
| Arauco | Lebu                                  | 3 Contulmo             |
| Arauco | Lebu                                  | 4 Curanilahue          |
| Arauco | Lebu                                  | 5 Lebu                 |
| Arauco | Lebu                                  | 6 Los Álamos           |
| Arauco | Lebu                                  | 7 Tirúa                |
| Biobío | Los Ángeles                           | 8 Alto Biobío          |
| Biobío | Los Ángeles                           | 9 Antuco               |
| Biobío | Los Ángeles                           | 10 Cabrero             |
| Biobío | Los Ángeles                           | 11 Laja                |
| Biobío | Los Ángeles                           | 12 Los Ángeles         |
| Biobío | Los Ángeles                           | 13 Mulchén             |
| Biobío | Los Ángeles                           | 14 Nacimiento          |
| Biobío | Los Ángeles                           | 15 Negrete             |
| Biobío | Los Ángeles                           | 16 Quilaco             |
| Biobío | Los Ángeles                           | 17 Quilleco            |
| Biobío | Los Ángeles                           | 18 San Rosendo         |
| Biobío | Los Ángeles                           | 19 Santa Bárbara       |
| Biobío | Los Ángeles                           | 20 Tucapel             |
| Biobío | Los Ángeles                           | 21 Yumbel              |
| Concepción | Concepción                            | 22 Chiguayante         |
| Concepción | Concepción                            | 23 Concepción          |
| Concepción | Concepción                            | 24 Coronel             |
| Concepción | Concepción                            | 25 Florida             |
| Concepción | Concepción                            | 26 Hualpén             |
| Concepción | Concepción                            | 27 Hualqui             |
| Concepción | Concepción                            | 28 Lota                |
| Concepción | Concepción                            | 29 Penco               |
| Concepción | Concepción                            | 30 San Pedro de la Paz |
| Concepción | Concepción                            | 31 Santa Juana         |
| Concepción | Concepción                            | 32 Talcahuano          |
| Concepción | Concepción                            | 33 Tomé                |
| Ñuble | Chillán                               | 34 Bulnes              |
| Ñuble | Chillán                               | 35 Chillán             |
| Ñuble | Chillán                               | 36 Chillán Viejo       |
| Ñuble | Chillán                               | 37 Cobquecura          |
| Ñuble | Chillán                               | 38 Coelemu             |
| Ñuble | Chillán                               | 39 Coihueco            |
| Ñuble | Chillán                               | 40 El Carmen           |
| Ñuble | Chillán                               | 41 Ninhue              |
| Ñuble | Chillán                               | 42 Ñiquén              |
| Ñuble | Chillán                               | 43 Pemuco              |
| Ñuble | Chillán                               | 44 Pinto               |
| Ñuble | Chillán                               | 45 Portezuelo          |
| Ñuble | Chillán                               | 46 Quillón             |
| Ñuble | Chillán                               | 47 Quirihue            |
| Ñuble | Chillán                               | 48 Ránquil             |
| Ñuble | Chillán                               | 49 San Carlos          |
| Ñuble | Chillán                               | 50 San Fabián          |
| Ñuble | Chillán                               | 51 San Ignacio         |
| Ñuble | Chillán                               | 52 San Nicolás         |
| Ñuble | Chillán                               | 53 Treguaco            |
| Ñuble | Chillán                               | 54 Yungay              |

## Vanjske poveznice
- Službena stranica regije